# هاري غرين
هاري غرين (بالإنجليزية: Harry Green)‏ (1 يناير 1908 بشفيلد في المملكة المتحدة - ) هو لاعب كرة قدم بريطاني في مركز الهجوم. لعب مع أولدهام أثلتيك وليدز يونايتد ونادي بريستول سيتي ونادي يورك سيتي وفريكلي أثلتيك ‏ وMexborough Town F.C. ‏.

## وصلات خارجية
- هاري غرين على موقع قاعدة بيانات كرة القدم.إي يو (الإنجليزية)